# دنی کایند
دنی کایند (به انگلیسی: Dani Kind) (زاده ۱۰ ژانویهٔ ۱۹۸۰)  یک بازیگر کانادایی است.
از فیلم‌هایی که وی در آن نقش داشته‌است، می‌توان به اکتبر گیل اشاره کرد.

## زندگی
دانیل کایند ۱۰ ژانویه ۱۸۸۰ در انتاریو  تورنتو به دنیا آمد. اولین کار هنرپیشگی را هنگامی شروع کرد که کلاس نهم بود.سپس به تئاتر بداهه پیوست و در کالج در کلاس تئاتر شرکت کرد. کایند دارای دو پسر است.
او بیشتر با بازی در فیلم مادران شاغل ( مجموعه تلویزیونی) معروف شد و جایزه بهترین هنرپیشه کمدی را  جایزه هنرهای تصویری کانادا را از آن خود کرد. او غالبا برای شبکه هالمارک بازی می‌کند.. 